# シスコシステムズ
シスコシステムズ（英: Cisco Systems, Inc.）は、アメリカ合衆国カリフォルニア州サンノゼに本社を置く、世界最大のコンピュータネットワーク機器開発会社である。Cisco（シスコ）の略称で呼ばれることが多い。
社名のシスコは、創業地サンフランシスコ（San Francisco）に由来している。また、ロゴマークはゴールデン・ゲート・ブリッジの2つの塔を表している。

## 初期チーム
シスコシステムズは1984年12月、レオナルド・ボサック（スタンフォード大学コンピュータサイエンス学科のコンピュータ管理担当）、およびその妻サンディ・ラーナー（スタンフォード大学経営大学院のコンピュータ管理担当）によって、サンフランシスコに設立された。
1984年にシスコを設立した後も、ボサックはKirk Lougheedと共にスタンフォード大学で仕事を続け、その間に最初の製品を開発した。これは、スタンフォード大学で使用されていた「Blue Box」ルータを完璧に模したもので、同じく大学で開発されたマルチプロトコルルータソフトウェアを流用していた。このソフトウェアは元々、数年前にスタンフォード大学医学部にて、研究エンジニアだったWilliam Yeagerによって開発されたもので、BosackとLougheedによって作り変えられた。後にCisco IOSのベースとなるものである。
Bosack、Lerner、Lougheedのほかに、プログラマであるGreg Satz、セールス担当のRichard Troianoが加わり、初期のシスコ チームが誕生した。初代CEOはBill Gravesであり、1987～1988年までその任に当たった。1988年には、John MorgridgeがCEOに任命された。1990年2月16日、株式を公開（時価総額2億2400万ドル）、NASDAQ株式市場に上場した。
専用ネットワークノードを開発、販売した最初の会社ではないが、マルチネットワークプロトコルをサポートするルータを初めて製品として販売した会社の1つである。標準的なCPUベースのアーキテクチャである初期シスコデバイスとIOSオペレーティングシステムの柔軟性を組み合わせ、ソフトウェアアップグレードの頻度を上げることで進化するテクノロジーニーズに対応することが可能になった。当時の人気モデルの一部（Cisco 2500など）は、実質的な変更なしにほぼ10年間製造され続けたが、これはハイテク産業では非常に稀なことである。エンタープライズ分野で存在感を示していたが、サービスプロバイダー（SP）分野の需要の高まりを機敏にとらえ、Cisco 7000やCisco 8500などの大容量の新しい製品ラインでSP市場に参入した。

## ルーティング
1992～1994年にかけて、Kalpana、Grand Junction、有名なところではMario Mazzolaが社長兼CEOであったCrescendo Communicationsなど、イーサネットスイッチング分野の企業を数社買収して、Catalyst事業部門を設けた。当時、レイヤ3ルーティングとレイヤ2（イーサネット、トークンリング）スイッチングを、異なるインテリジェンスとアーキテクチャを補完する機能として構想していた。ルーティングは遅くて複雑である一方、スイッチングは速くてシンプルというものだった。1990年代の同社の製品ラインには、この理念が反映されている。
1995年、John Chambersが、John Morgridgeの後を引き継いだ。
1990年代半ばから後半にかけてインターネットが驚異的に成長し、電気通信業界を取り巻く状況は急速に変化する。インターネットプロトコル（IP）が普及するにつれ、マルチプロトコルルーティングの重要性は低下した。この状況にもかかわらず、シスコはモデムアクセスシェルフ（AS5200）から、ISPにとって急速に不可欠となったコアGSRルータに至るまでの幅広い製品を提供して首尾よくインターネットの波に乗った。1998年までに、この重要分野でシスコは事実上の独占状態を確立した。
2000年3月下旬、ドットコムバブルの真っただ中、シスコの時価総額は世界一になり、5000億ドルを突破した。
ハードウェア レベルのプログラミング ルーティング機能が複雑化したことから、IPパケットとMPLSパケットを完全にハードウェアで処理しようとするスタートアップ企業数社が誕生した。同時にルーティングとスイッチングとの境界線が曖昧になった。そのうちの1社であるJuniper Networks社が、1999年に初の製品を出荷。2000年にはSP市場におけるシスコのシェアを約30%切り崩すことに成功した。この課題に対してシスコは、GSRルータ向けの独自ASICや高速処理カード、Catalyst 6500スイッチなどで対応した。2004年には、新しいハイエンド ハードウェアCRS-1とソフトウェア アーキテクチャIOS-XRへの移行も開始している。
2006年、大規模なブランド変更キャンペーンの一環として、略称の「Cisco」を採用し、「ヒューマン ネットワーク（The Human Network）」広告キャンペーンを打ち出した。これらの取り組みは、シスコを「お馴染みの」ブランドにするためのものであり、ローエンドのLinksys製品や将来の消費者向け製品（シスコが2009年に買収した Flip Videoカメラなど）の販促を目的とした戦略だった。

## 論争

### 中国のネット検閲への関与
シスコは中華人民共和国のネット検閲への関与について批判されている。アメリカの記者によると、シスコおよびその他の電気通信機器プロバイダーは、中国のインターネットWebサイトをブロックし、オンライン活動を追跡するために使用される監視およびインターネットインフラストラクチャ機器を中国政府に提供した。シスコはこれに対し政府がブロッキングするため独自のフィルタリング機能をカスタマイズまたは開発することはせず、中国では世界的に販売されているものと同じ機器を販売していると主張した。
2006年2月に、アメリカ合衆国議会はこの件のため公聴会を開き、シスコ、マイクロソフト、ヤフー、グーグルを聴取した。米国の中国情報センターのヘンリー・ウー氏は、シスコは、パトカーの通信指揮システムや、声紋と指紋識別技術などの最新のテクノロジを中国の中央および各省庁の国家安全部門に絶えなく積極的に提供したと強く非難した。
2008年5月、Wired Newsは、グレート・ファイアウォールによるインターネット管理の商業的機会を詳述したシスコのある機密PowerPointプレゼンテーションを披露した 。この資料によると、シスコはマーケティングにおいて、これらの技術を明確に「抑圧ツール」（A Tool of Repression）に分類した。
2011年5月に、法輪功学習者のグループは、シスコが故意に法輪功学習者の訴追および虐待において中国政府を支援するために自社製品を開発およびカスタマイズしたとして、外国人不法行為請求権法違反の疑いで訴訟を提起した。訴訟は2014年9月にカリフォルニア州北部地区連邦地方裁判所により棄却され、2015年9月に第9巡回区控訴裁判所に上訴された。

## 国際クラウド
従来のビジネスの面では、ルーティング、スイッチング、セキュリティにおける広範なエンタープライズ向け製品の開発を続けた。イーサネットの重要性が急速に高まったことも製品ラインに影響し、成功を収めた Catalyst 6500イーサネットスイッチから汎用的なCisco 7600ルーティングプラットフォームもシェアを拡大した。しかし、IOSと古くなったCrescendoアーキテクチャの限界により、キャリアイーサネット分野での商用半導体を検討する必要に迫られることになった。その結果、EZChipベースのハードウェアとIOS-XRを中心とした、企業向けキャリア イーサネットとサブスクライバ管理ビジネスの統合を目的とした、新しいASR9000製品ファミリが誕生した。また、買収により新たな市場へも進出した。その一例が、2009年のモバイルを専門とするStarent Networks社の買収であり、その結果ASR5000製品ラインが生まれた。
2009年半ばには、インドでも大きな存在感を示し、バンガロールに10億ドルでグローバリゼーション・センター・イーストを開設した。
2012年7月24日、シスコはNDS社（TVソフトウェア開発会社）を50億米ドルで買収する承認を得た。この買収で「ヒューマンネットワーク」戦略は終焉を告げ、シスコはLinksysやFlipなどの家庭用ハードウェアへの経営資源を削減し、クラウドおよびソフトウェア市場への転換を図った。
2013年7月23日、ソースファイア社を27億ドルで買収することに正式合意したと発表した。
2014年4月、IoE（Internet of Everything）市場を主力とする創業間もない企業に、国を問わず1.5億ドルを投資すると発表。この投資資金は、The Alchemist Accelerator、Ayla Networks、EVRYTHNGなどのIoTアクセラレータやスタートアップ企業への投資に割りふられた。発表後、The Alchemist Acceleratorはシスコとの戦略的提携を発表し、IoTスタートアップ企業の成長を促す個別プログラムを開始した。新たな投資により、Cisco Investmentsによるテーマごとの投資総額は、新興IoE市場を主力とするスタートアップ企業向けの1億ドルと併せて2億5,000万ドルとなった。シスコのIoT開発と拡大は、イノベーション担当バイスプレジデントMaciej Kranzが同分野の世界的な専門家としてリードした。
2014年現在、X86ブレードサーバー市場においてはヒューレット・パッカードに次ぐ世界2位のシェアを占めていた。

## コンソーシアム
2015年までに、エッジコンピューティングあるいは外付けスマートグリッドとして機能するエネルギールーターを試作した。
2015年5月4日、CEO兼会長John Chambersが同年7月26日付けでCEOを退任すると発表。会長職は継続とされた。Chuck Robbins（ワールドワイド セールス & オペレーションズ担当シニアバイスプレジデント、シスコ勤続 17 年）が、次期CEOとなる。
2015年7月23日、テレビセットトップボックスとケーブルモデムの事業をTechnicolor SA社に6億ドルで売却すると発表。この事業は元々、シスコがScientific Atlanta社を69億ドルで買収した際に手に入れたものだった。この売却は、コンシューマ市場から徐々に撤退する中で、エンタープライズ分野のクラウドベース製品に重点を置く、シスコの新たな経営陣による取り組みの一環として行われた。またビデオ製品に関しては、Technicolor社と引き続き協力していくとされた。
2015年11月19日、シスコはARM Holdings、Dell、Intel、Microsoft、プリンストン大学とともに、フォグコンピューティングへの関心を促し、開発を促進するために、OpenFogコンソーシアムを設立した。シスコのイノベーション&コーポレートテクノロジー担当シニアディレクタであるHelder Antunesが、コンソーシアム初代会長となった。
2016年1月、SD-WANのスタートアップ企業で、ブランチオフィス ネットワークの設定と最適化のためのクラウドサービスを提供するVeloCloudに投資。March Capital Partnersの主導するシリーズCラウンドで、VeloCloudに2700万ドルを出資した。なおVeloCloudには2社が戦略的な投資を行っており、そのうちの1つがシスコであった。
2016年5月から10月にかけてロスチャイルドに株式を買収されている。2017年初頭、シスコシステムズは、バンク・オブ・ニューヨーク・メロンやBNPパリバ、そしてアクセンチュアなどと、ブロックチェーン推進団体であるチャンバー・オブ・デジタル・コマース（Chamber of Digital Commerce）に参加した。
2017年2月、クラウドとモバイルのセキュリティリスクに対応する、クラウドベースのセキュアインターネットゲートウェイを初公開した。公開されたCisco Umbrellaは、企業ネットワークやVPNを使用しないユーザがリモートデータセンターに接続する際に、安全なインターネットアクセスを提供できるように設計されている。
2017年度第4四半期決算を発表した直後、1株当たり株価が7%を超えて上昇する一方で、業績がアナリスト予想を上回ったことから、1株当たり利益も60セントから61セントに増加した。
2017年9月、Chambers は 2017年12月の任期満了時に会長職から辞任することを発表。2017年12月11日、Robbinsが引き続きCEOを務めつつ、後任の会長に選出された。Chambersは「名誉会長」の職に就いた。

## 買収と子会社
シスコは、製品やテクノロジーとそれに関わる人材を自社に取り込むため、さまざまな企業を買収している。

### 1995年 - 2007年
1995年から1996年にかけ、11社の買収を完了。Stratacomなど、当時において業界史上最大の買収もあった。1999年のインターネットブーム期に、同社はカリフォルニア州ペタルマにあるスタートアップ企業 Cerent Corporationを70億米ドルで買収。これは当時の同社にとって過去最大の買収であり、これを超えたのは、今でもScientific Atlanta社の買収のみである。1999年、KPMG Consultingの株式を10億ドルで取得、インターネット企業Metrius社（Fuse社のKeyur Patel創業）の設立につながった。買収企業の一部は、LANスイッチング、企業向けVoice over Internet Protocol（VoIP）プラットフォームWebEx、ホームネットワーキングなどのシスコ事業部門となり、売上が10億ドルを超える規模に成長している。ホームネットワーキングに関しては、2003年に同社がLinksys社を買収した結果であり、2010年にはCisco Valet社の新しい製品ラインも追加された。
2005年1月12日、ワイヤレスコントローラの製品ラインを強化するため、Airespace社を4億5,000万米ドルで買収すると発表した。
2007年1月4日、IronPort社を8億3,000万米ドルで買収すると発表、2007年6月25日に買収を完了した。IronPort社は、IronPort AntiSpam、SenderBase電子メールレピュテーション サービス、電子メールセキュリティアプライアンスでよく知られた企業であり、買収の結果、シスコのセキュリティ事業部門に統合されることになった。IronPortのSenderbaseデータベースは、他のシスコ製デバイスからデータが投入されることを考慮し、「SensorBase」に名称変更された。SensorBaseは、デバイス上でIPアドレスに関するリスクプロファイルを作成できるため、HTTPサイトやSMTPの電子メールソースについてリスクプロファイルを動的に作成できる。
2007年3月15日、シスコシステムズは32億ドルでWebexを買収すると発表した。

### 2012年 - 2014年
2012年3月15日、NDS Group社を50億ドルで買収することを発表。買収は2012年7月30日に完了した。
その後、Starent Networks社（モバイルパケットコア企業）、Moto Development Group社（シスコのFlipビデオ カメラ製品の開発を支援した製品設計コンサルティング会社）を買収。2010年にはe-Skills Weekの主要投資者となった。2011年3月には、ネットワーク設定・変更管理ソフトウェアを提供する株式非公開企業Pari Networks社の買収を完了した。
2013年1月にシスコは、イスラエルのソフトウェア メーカーであるIntucell社を約4億7,500万ドルの現金で買収し、モバイルネットワーク管理サービスを拡大した。同月には、サイバー脅威対策に重点を置く企業Cognitive Security社を買収。さらに2013年3月には SolveDirect社（クラウドサービス）、2013年4月には Ubiquisys社（モバイルソフトウェア）を買収した。
2013年10月、サイバーセキュリティ企業Sourcefire社を買収。2014年6月16日には、動的マルウェア分析と脅威インテリジェンステクノロジーを提供するThreatGRID社の買収を完了したと発表した。
2014年6月17日、従来型および仮想化ネットワーク向けのマルチベンダーネットワークサービスのオーケストレーションソリューションの分野を主導する株式非公開企業Tail-f Systems社を買収する意向を発表した。

### 2015年
2015年4月2日、ソフトウェア定義型ネットワーキングのスタートアップ企業Embrane社を買収する計画を発表。これによりシスコは、ファイアウォール、VPNターミネーション、サーバロードバランサ、SSL オフロードなどのレイヤ3～7ネットワーク ービスを提供する、Cisco Embraneのソフトウェアプラットフォームを獲得することになる。
2015年5月7日、アプリケーション内にリアルタイム通信とコラボレーション機能を簡単に組み込めるクラウドAPIプラットフォームを提供するTropo社を買収する計画を発表した。
2015年6月30日、ドメイン名のリクエストを監視し、セキュリティを強化するDNSサービスで知られる株式非公開企業OpenDNS社を買収した。
2015年8月6日、クラウドベースの契約管理プラットフォームServiceExchangeで知られる米国の非公開企業MaintenanceNet社の買収を完了したと発表。同月、オンプレミスおよびクラウドベースのセキュアなファイル共有ソフトウェアを提供する、バンガロール（インド）の株式非公開企業Pawaa社を買収した。
2015年9月30日、英国を本拠にし、企業や政府機関を顧客としてサイバーセキュリティサービスを提供する株式非公開企業Portcullis Computer Security社を買収する意向を発表した。
2015年10月26日、ドイツのケルンに本拠を置く株式非公開企業ParStream社を買収する意向を発表した。ParStream社は、大量データの分析や格納を、ネットワークのどこからでもほぼリアルタイムで実施できるアナリティクスデータベースの技術を提供している。
2015年10月27日、脅威アクティビティの検出に主眼を置くLancope社を、4億5,250万ドルの現金と株式で買収すると発表した。

### 2016年 - 2017年
2016年6月28日、3人のイスラエル軍退役軍人によって2011年に創設されたクラウドセキュリティを手がける株式非公開企業CloudLock社を、2億9,300万ドルで買収する意向を発表。買収は2017年度第1四半期中に完了する見通しだった。
2016年8月、スタートアップ企業Springpath社を買収する意向であることを発表した。シスコのHyperFlexシステムには、Springpath社のテクノロジーが組み込まれている。シスコはすでに、このハイパーコンバージドプロバイダーの未公開株式を保有している。
2017年1月、アプリケーションパフォーマンスのモニタリングを手がけるAppDynamicsを37億ドルで買収すると発表。なお、AppDynamicsはIPO直前だった。
2017年1月26日、シスコは他11社と共同でドイツにInnovation Allianceを設立した。Innovation Allianceは40拠点に2,000人のスタッフを抱え、ドイツの小企業に専門知識を提供している。
2017年10月23日、クラウドコミュニケーションおよびコラボレーション分野にさらに注力するため、Broadsoftを19億ドルで買収すると発表。

## 日本法人
日本法人は、1992年（平成4年）に米国本社の100%子会社、日本シスコシステムズ株式会社として設立された。2000年（平成12年）にシスコシステムズ株式会社に改称。その後2007年（平成19年）5月に東京都港区赤坂にある東京ミッドタウンへ本社を移転し、同年8月に本社の組織再編に伴いシスコシステムズ合同会社（英: Cisco Systems G.K.）に改称、同時にシスコシステムズネザーランドホールディングスピーヴィーの100%出資会社となった。資本金は4億5,000万円。社員数は約1,300名。
ワークスタイル革新、働き方改革を率先する企業として知られ、2014年（平成26年）に一般社団法人日本テレワーク協会が主催する第14回「テレワーク推進省」会長賞を受賞、2015年（平成27年）には厚生労働省が新たに創設した「テレワーク推進企業等厚生労働大臣表彰制度（輝くテレワーク賞)」において、初の厚生労働大臣賞「優秀賞」受賞企業となった。また、Great Place to Work Institute Japanが実施する日本国内「働きがいのある会社」のランキングで、2018年（平成30年）版の大企業部門（従業員 1,000 名以上）第1位となった。
2015年（平成27年）9月に日本の中堅中小企業に特化した日本独自のブランド「Cisco Start」を発表し、ネットワーキング、コラボレーションなどソリューションのポートフォリオを拡充している。また、ブランディングに関しても現地化を強化し、シスコファイブと呼ばれるが日本発のマスコットキャラクターを発案し展開している。
2016年（平成28年）6月に東京2020オリンピック・パラリンピック競技大会にネットワーク機器を提供するオフィシャルパートナーとなることを発表。また、2017年（平成29年）12月に卓球日本の石川佳純選手と張本智和選手とアスリートアンバサダー契約を締結し、選手やコーチ、サポートチーム間の円滑なコミュニケーションをサポートする最新のコラボレーション技術や、試合やトレーニングに関する様々なデータ分析を安全に提供する仕組みを提供している。
2018年（平成30年）7月にデイヴ・ウェストが代表執行役員社長に就任。カントリー デジタイゼーション アクセラレーション(CDA)と呼ぶ取り組みの中で、世界各国のデジタル化を支援する取り組みを展開。これは、シスコの中長期なコミットメント、投資に基づいて、政府、公的機関、教育機関、民間企業と協業しながら、デジタル化によって各国が抱える重要な課題解決や経済成長に積極的に貢献していくもので、日本においても、IT人材育成、ネットワークセキュリティ、産業、行政、教育、医療などの分野で多くのプロジェクトを推進。スマートファクトリーの分野では、ファナック、ヤマザキマザック、横河ソリューションサービス、オークマ、コニカミノルタ、オムロンといった日本企業との連携を加速しているほか、スマートシティの分野で、京都府と協定を結び観光、環境、防災などのプロジェクトを進めている。日本での本格的なデジタル化を促進し、(新型コロナウィルスからの回復を支援するため、1) (安心・安全な公共インフラ、2) 教育のデジタル化、3) テレワークの推進と高度化 、4) 新型コロナウィルス対策　遠隔医療、5)( サプライチェーン、6) (規制改革とデジタル社会、7) 5Gインフラストラクチャ、の7つの分野に注力する。5Gに関しては、日本のリーダーシップ確立を支援するため、2020年（令和2年）11月に5Gショーケースを開設し、サービスプロバイダーのみならず、企業のイノベーションをさらに加速し、よりよいビジネス成果と消費者体験の創出に貢献していくことを目指している。 
2021年（令和3年）1月にデイブ・ウェストがアジアパシフィック ジャパン アンド チャイナプレジデントに就任。同時に、中川いち朗が代表執行役員社長に就任。「すべての人にインクルーシブな未来を実現する」シスコのパーパス実現に向けて、日本のお客様、市場ニーズを見据えて、3カ年成長戦略「Project Moonshot」を策定する。1) 働き方改革、製造業IoTなど、日本企業のデジタル変革への支援、2) 公共機関、スマートシティ、医療、教育などの社会基盤におけるデジタル変革への支援、3) お客様のDXをシステム稼働後もライフサイクルでご支援するリカーリングサービスモデルの強化、4) パートナー様との従来型の再販モデルを超えた、マネージドサービスなどの新たなアライアンスによる価値の創造、の4つの重点施策を推進。これを支えるクロスアーキテクチャによるシスコのDXプラットフォームとして、お客様のビジネスの成長や環境変化に合わせて、俊敏性、強靭性、高い生産性を実現し、動的にインフラを拡張、運用できる「やわらかいインフラストラクチャ」を提唱する。このやわらかいインフラは、レガシーとクラウドで混在したIT環境の全体を俯瞰しながら、Connect (つなぐ)、Secure (セキュリティ)、Optimize (最適化)、Automate (自動化)、Observe (監視)する機能を統合的かつ段階的に提供する。また、人財と企業文化を最重視し、Great Place to Work® Institute Japan（以下GPTWジャパン）の調査による、2021年および2023年版の日本国内「働きがいのある会社」大規模部門（従業員1,000名以上）において、第1位に選出される。
中川いち朗の退任に伴い、2024年（令和6年）1月に、濱田義之が代表執行役員社長に就任。

## 主力製品類
シスコは、特定の製品やソリューションの枠組みを超え、それらを連携した 「アーキテクチャ」としてコラボレーション、セキュリティ、エンタープライズネットワーク、データセンターと仮想化、サービスプロバイダを定義している。シスコのアーキテクチャは人、データ、プロセスをいつでも、どこでもシームレスに安全につなげることで、ビジネスに変革をもたらすとしている。
コラボレーション
メッセージング・ビデオ、Web会議・電話をシームレスに連携し、組織や環境の壁を越えたコミュニケーションを実現。クラウドまたはオンプレミスで場所を問わず高品質なコラボレーションを提供する。クラウドサービスのCisco Webexやビデオ会議端末のCisco TelePresenceシリーズ、Cisco Unified IP Phoneシリーズなどがある。
セキュリティ
標的型攻撃、DDoS攻撃、なりすましメール、Web不正アクセス、ランサムウェアとなど、サイバー攻撃は日々進化する中、インシデント防止のみに対処するのではなく、エンド ポイントを含むネットワーク全体の可視化と、侵入後までを想定したサイバーセキュリティ対策をサポート。一連の攻撃活動に対し、複雑さを軽減し、既知だけでなく未知の脅威も可視化し、入口/出口対策に加え内部対策まで連携して防御。テクノロジーだけでなく、人、プロセスまでもサポートするサービス提供まで、包括的なセキュリティソリューションを提供する。
エンタープライズネットワーク
デジタル時代に求められるシンプル化、自動化を実現する、オープンで、サービス中心のネットワークソリューション。ビジネスニーズに素早く対応し、誰もが安全で使いやすく、ビジネスに貢献できるインテントベースのネットワーク基盤を提供する。スイッチのCatalystシリーズ、サービス統合型ルータのCisco ISRシリーズ、ワイヤレスアクセスポイントのCisco Aironetシリーズやクラウド管理型のCisco Merakiシリーズなどがある。
データセンターと仮想化
コンピューティング、ストレージ、そしてネットワークを統合し、コストの低減、拡張性と管理性の向上、シンプルな運用を実現するデータセンターソリューションを提供。データセンターネットワーキングのCisco Nexusシリーズ、コンピューティング、ストレージ、ネットワーキングを統合し、シンプルで迅速な導入を可能にするUCSサーバ、ハイパーコンバージドインフラ（HCI）のCisco HyperFlexなどがある。
サービスプロバイダ―
デジタル時代にめまぐるしく変化を遂げる市場ニーズに対し、サービスプロバイダーがよりオープンで弾力性かつ拡張性に優れた次世代ネットワークの構築を可能にするソリューションを提供。コアルータNCS6000シリーズ、キャリアイーサネットプラットフォームのASR9000シリーズ、ケーブル事業者向けCCAP用コンバージドブロードバンドルータのcBRシリーズ、モバイル事業者向けパケットコアのASR5000シリーズからサービスオーケストレーションを実現するCisco NSOなどがある。

## 資格認定
シスコでは、シスコ製品のITプロフェッショナル認定を提供している。エントリー（CCENT）、アソシエート（CCNA/CCDA）、プロフェッショナル（CCNP/CCDP）、エキスパート（CCIE/CCDE）、アーキテクト（最近設けられた）の5つの認定レベルがある。また、Routing & Switching、Design、Industrial Network、Network Security、Service Provider、Service Provider Operations、Storage Networking、Voice、Datacenter and Wirelessの9つのパスがある。
専門技術者、セールス、データセンター向けの認定も多く用意されている。
- CCIE（Cisco Certified Internetwork Expert）
- CCDE（Cisco Certified Design Expert）
- CCNP（Cisco Certified Network Professional）
- CCDP（Cisco Certified Design Professional）
- CCNA（Cisco Certified Network Associate）
- CCDA（Cisco Certified Design Associate）
- CCVP（Cisco Certified Voice Professional）
- CCIP（Cisco Certified Internetwork Professional）
- CCSP（Cisco Certified Security Professional）
- CCENT（Cisco Certified Entry Networking Technician）

シスコでは、学生がコンピュータネットワークの設計とメンテナンスの方法を学習する場として、「シスコ・ネットワーキングアカデミー」を立ち上げており、上記認定のトレーニングも実施している。現在161か国でこのプログラムは採用され、日本国内では180校以上が参加している。認定スクールは、Cisco Networking Academyのメンバーとして、CCNAレベルまたはその他のレベルのコースを提供できる。Cisco Academyのインストラクターは、CCAI認定インストラクターとなるために、CCNA認定を取得する必要がある。
シスコは、これまでにも数多く技術教育に携わってきた。Cisco Academyプログラムは、65ヵ国以上、10,000以上のパートナーにより、さまざまな場所で実施されている。たとえば、2013年3月には、ミャンマーへの展開がアナウンスされ、ヤンゴンとマンダレーにある2つのCisco Networking Academyと、チャネルパートナーネットワークに投資が行なわれた。

## 関連書籍
- 『成長を創造する経営―シスコシステムズ・爆発的成長力の秘密』（ダイヤモンド社、1999年7月、ISBN 4478311692）